# 大里國民暨兒童運動中心
大里國民暨兒童運動中心是位於臺灣臺中市大里區大里運動公園內的國民運動中心。是一座地下1層、地上7層的建築，2018年3月動工，2021年9月25日試營運，2021年10月2日正式營運。

## 設施介紹
- B1：室內汽車停車場（入口位於勝利二路)
- 1F：室內溫水游泳池、烤箱、蒸氣室、兒童池、水療池、冷水池、熱水池、室外機車停車場（入口位於勝利一路）
- 2F：飛輪教室、TRX教室、兒童遊戲區、撞球區、閱覽區、行政辦公室、會議室
- 3F：綜合球場(1面籃球場/排球場或3面羽球場)、桌球區、韻律教室(3間)
- 4F：體適能中心、壁球室(2間)
- 5F：羽球場(6面)、多功能教室(1間)

## 週邊設施
- 大里運動公園
- 臺中市纖維工藝博物館
- 大里區公所

## 外部連結
- 大里國民暨兒童運動中心官方網站 （页面存档备份，存于）
- 臺中市政府運動局-大里國民運動中心